# Інкуб

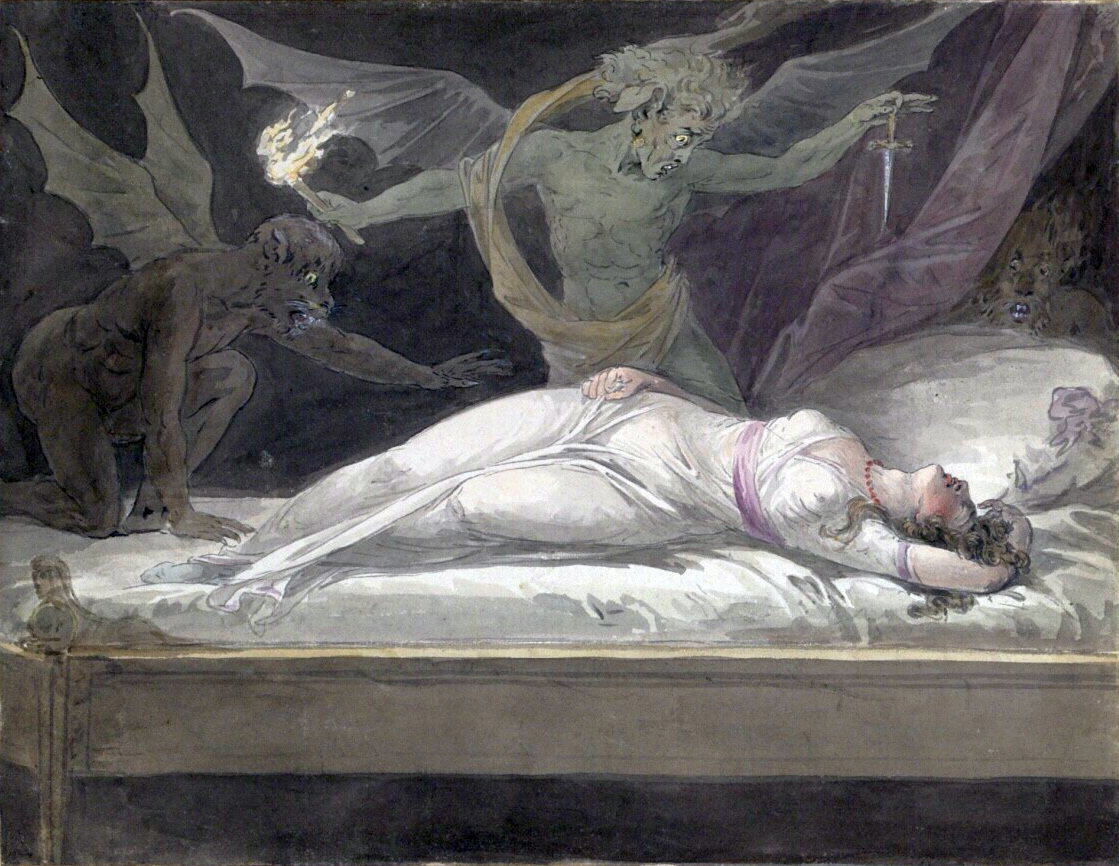
Інкуб, 1879

Інкуб (грец. Ίνκουμπους), літавець — це демон у чоловічій формі, який, згідно з міфологічними та легендарними традиціями, зваблює сплячих жінок, щоб займатися з ними сексом. Його жіночий аналог — сукуб. Непристойні казки про інкубів та сукубів розповідаються вже багато століть.